# Hessen-Rotenburg

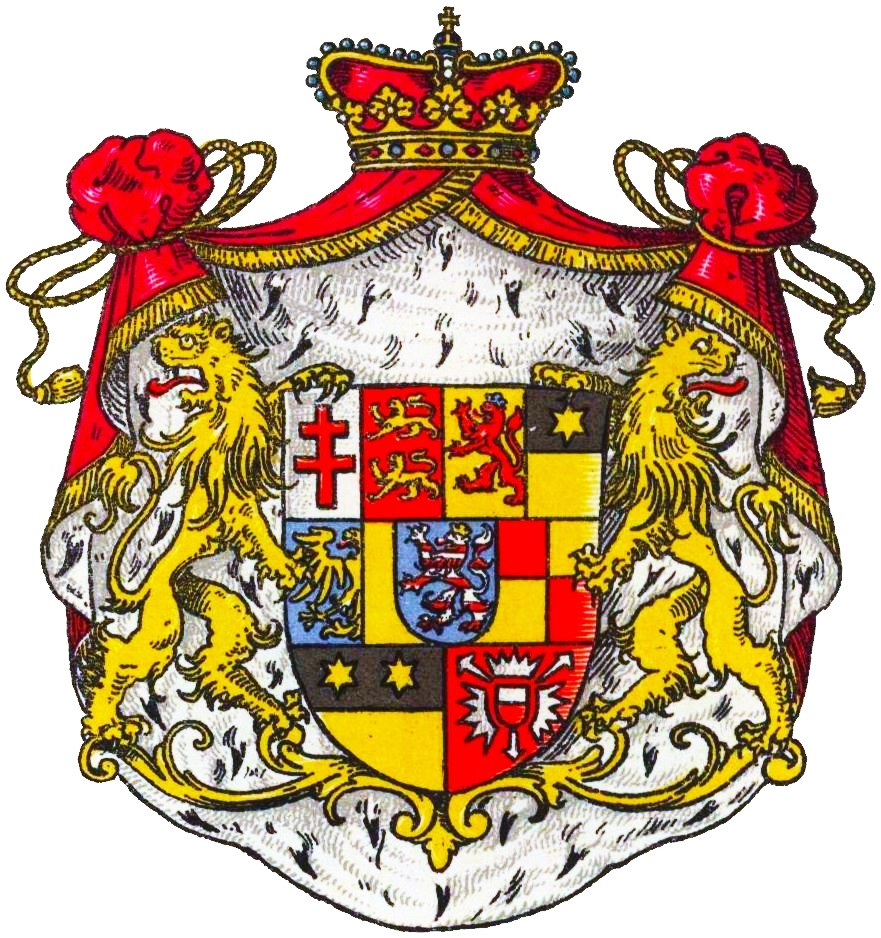
Wappen des Landgrafen von Hessen-Rotenburg, Herzöge von Ratibor, Fürsten von Corvey im Wappenbuch des Westfälischen Adels

Die Landgrafschaft Hessen-Rotenburg (Rotenburger Quart) war ein teilsouveränes Fürstentum (Paragium) unter der reichsrechtlichen Oberhoheit von Hessen-Kassel auf den Gebieten der heutigen Bundesländer Hessen, Rheinland-Pfalz und Thüringen, regiert von einer Nebenlinie des Hauses Hessen (Hessen-Rotenburg), die sich zeitweise in weitere Nebenlinien und Landgrafschaften aufteilte.

## Entstehung
Landgraf Moritz der Gelehrte von Hessen-Kassel errichtete durch Hausverträge vom 12. Februar 1627 und 1. September 1628 zur Ausstattung seiner Söhne aus zweiter Ehe mit Juliane von Nassau-Dillenburg ein teilselbständiges Fürstentum unter der Oberhoheit von Hessen-Kassel. Die hierin regierenden Nebenlinien des Hauses Hessen-Kassel werden unter dem Oberbegriff Hessen-Rotenburg zusammengefasst.
Um die standesgemäße Versorgung ihrer Kinder sicherzustellen, betrieb Juliane die Übertragung von Einkünften und Besitzrechten an ihre Kinder und erreichte schließlich von Moritz, dass ihre Söhne die sogenannte Rotenburger Quart erhielten. Die Quart (lat. Viertel) umfasste etwa ein Viertel der Gesamtfläche Hessen-Kassels und dieses Größenverhältnis war schließlich namensgebend. Es wurde jedoch festgelegt, dass die Quart weiterhin unter Kasseler Oberhoheit blieb und dass vor allem die Entscheidungsbefugnisse hinsichtlich Verteidigungs- und Außenpolitik, also die reichsrechtliche Vertretung, ausschließlich bei den regierenden Landgrafen von Hessen-Kassel lag. Gleichwohl führte diese Regelung in der Folgezeit zu Streit.

Schloss Rotenburg an der Fulda

Die Rotenburger Quart bildete von 1627 bis 1834 ein bis mehrere, nur teilselbständige Fürstentümer innerhalb der Landgrafschaft Hessen-Kassel. Sie umfasste neben Stadt und Amt Rotenburg die Niedergrafschaft Katzenelnbogen mit St. Goar und der Festung Rheinfels, die Städte und Ämter Eschwege, Wanfried, Sontra, die Stadt Witzenhausen, die Gerichte Bilstein und Germerode, das hessische Drittel der Herrschaft Treffurt, Burg Ludwigstein und das gleichnamige Amt Ludwigstein und die Herrschaft Plesse (nördlich von Göttingen) mit dem Amt Gleichen. Hinzu kam ein Viertel des Landzolles. Das beschriebene Territorium war Gemeinschaftsbesitz der Nachkommen von Landgraf Moritz und Juliane und wurde bis zur Einführung der Primogenitur in Hessen-Rotenburg wiederholt unter den männlichen Nachkommen aufgeteilt.
Hauptresidenz war das Schloss Rotenburg in Rotenburg an der Fulda. Soweit weitere Nebenlinien bestanden, residierten diese u. a. in Eschwege, Wanfried oder auf Rheinfels unter von Hessen-Rotenburg abweichender Namensführung.

## Entwicklung
Nach dem Rücktritt von Landgraf Moritz 1627 und der Regierungsübernahme durch seinen Sohn aus erster Ehe, Wilhelm V., erhielten Julianes Söhne Hermann und Friedrich die Landesteile Hessen-Rotenburg und Hessen-Eschwege. Juliane selbst zog 1629 mit ihren übrigen Kindern in ihre neue Residenz Rotenburg.
In der Folgezeit bildeten sich weitere Nebenlinien:
- Hessen-Eschwege,
- Hessen-Rheinfels (jüngere Linie),
- Hessen-Rheinfels-Rotenburg und
- Hessen-Wanfried, mit Eschwege und ab 1711 mit Hessen-Rheinfels,

die aber neben der Hauptlinie immer nur höchstens zwei Generationen Bestand hatten.
Nach dem Westfälischen Frieden 1648 fielen aus den an Hessen-Kassel zurückerstatteten Gebieten Schloss und Amt Rheinfels mit St. Goar, St. Goarshausen, Burg Neukatzenelnbogen und das Amt Hohenstein mit Bad Schwalbach an Hessen-Rotenburg. Diese wurden auf den inzwischen mündig gewordenen jüngsten Sohn Julianes, Ernst I. von Hessen-Rheinfels, der seine Residenz auf Schloss Rheinfels bei St. Goar einrichtete, übertragen. Er begründete die so genannte jüngere Linie Hessen-Rheinfels. Nach dem Tode seines Bruders Hermann, der zuvor schon den mittleren Bruder, Friedrich von Hessen-Eschwege, beerbt hatte, erbte Ernst auch Hessen-Rotenburg.
Die 1648 erworbenen Landesteile wurden 1754 als Preis für die Anerkennung der Primogenitur im Hause Hessen-Rotenburg an Hessen-Kassel abgetreten.
Landgraf Ernst von Hessen-Rheinfels wurde 1652 römisch-katholisch. Als Erbe seiner Brüder erlangte er erstmals die gesamte „Rotenburger Quart“, weshalb die Linien des Hauses Hessen-Rotenburg in der Folgezeit ebenfalls römisch-katholisch waren.
Nach Ernsts Tod 1693 wurde sein Sohn Wilhelm der Ältere von Hessen-Rotenburg Landgraf von „Hessen-Rheinfels-Rotenburg“, während sein zweiter Sohn Karl, Landgraf bereits 1667, eine neue Nebenlinie „Hessen-Wanfried“ gegründet hatte. Beerbt wurde Karl 1711 nacheinander durch seine Söhne Wilhelm den Jüngeren von Hessen-Wanfried-(Rheinfels) und Christian von Hessen-Wanfried. Karl wurde 1711 auch Hessen-Rheinfels zugesprochen. Die Burg Rheinfels erhielt er 1718; die Besatzungsrechte wurden jedoch von Christian 1735 endgültig an Hessen-Kassel abgetreten. Christian war der letzte männliche Vertreter der Seitenlinie Hessen-Wanfried und seine Gebiete fielen aufgrund der Erbverträge nach seinem Tod an Hessen-Rotenburg zurück.

## Neuverteilung nach dem Wiener Kongress
1815, nach dem Wiener Kongress, trat Kur-Hessen zur Arrondierung des eigenen Besitzes unter anderem die niedere Grafschaft Katzenelnbogen mit Rheinfels an Preußen ab; Landgraf Victor Amadeus (Hessen-Rotenburg) nutzte seine notwendige Zustimmung, um von Preußen wertvollen territorialen Ersatz zu erhalten. Er erhielt den herrschaftlichen Grundbesitz des preußisch gewordenen Fürstentums Corvey in Westfalen (etwa 300 km²) und umfangreiche Güter aus preußischem Domanial-Besitz in Oberschlesien (das 1810 eingezogene Kloster Rauden und die Herrschaft Ratibor) als Mediat-Fürstentum Ratibor; diese Güterkomplexe und anderen Besitz in Preußen fasste er als ein Fideikommiss zusammen; da es sich um freien Eigenbesitz (Allod) handelte, gehörte dieses Fideikommiss im Gegensatz zu den Gütern der Rotenburger Quart nicht zum gemeinsamen Hausvermögen mit Kurhessen. Es konnte daher nach dem Tode des Fürsten entsprechend seinen testamentarischen Verfügungen auf den Sohn seiner Schwester übergehen, während der Besitz in Hessen entsprechend den Hausverträgen an Kurhessen zurückfiel.

## Ende von Hessen-Rotenburg
Beim Tod dieses letzten Landgrafen von Hessen-Rotenburg im Jahr 1834 sollten laut Hausvertrag dessen zur Rotenburger Quart gehörende Besitzungen an die in Kassel regierende Hauptlinie von Hessen-Kassel zurückfallen. Unmittelbar nach dem Tod von Viktor Amadeus gab seine Witwe überraschend an, schwanger zu sein. Kurfürst Wilhelm I. sah sich in dieser Situation veranlasst, für die Dauer der Schwangerschaft den Zugang zum Wohnsitz der verwitweten Landgräfin im Residenzschloss zu Rotenburg von eigenen Truppen kontrollieren zu lassen, um das Einschmuggeln eines Säuglings unterbinden zu können. Nach dem Ablauf der biologischen Frist kam es im Rotenburg tatsächlich zu keiner Geburt, so dass der Heimfall der Quart an Hessen-Kassel mit einigen Monaten Verzögerung vollzogen werden konnte.
Der in Preußen gelegene Besitz – das 1821 zum Mediatherzogtum erhobene Ratibor, das Fürstentum Corvey und die Herrschaft Treffurt – fielen aufgrund eines Erbvertrags zwischen Viktor Amadeus und den Vormündern seines Neffen und Patenkindes, Fürst Viktor zu Hohenlohe-Waldenburg-Schillingsfürst, an letzteren. Dieser erhielt 1840 mit Eintritt der Volljährigkeit auch den Titel eines Herzogs von Ratibor.

## Die regierenden Landgrafen von Hessen-(Rheinfels-)Rotenburg
- 1627–1658 Hermann, Landgraf von Hessen-Rotenburg

Hessen-Rotenburg fällt 1658 an die Linie Hessen-Rheinfels
- 1658–1693 Ernst I., bereits seit 1649 Landgraf von Hessen-Rheinfels und seit 1655 Landgraf von Hessen-Eschwege
- 1693–1725 Wilhelm
- 1725–1749 Ernst II. Leopold
- 1749–1778  Konstantin
- 1778–1812 Karl Emanuel
- 1812–1834 Victor Amadeus

## Stammliste
- Landgraf Moritz der Gelehrte (* 1572; † 1632, regiert: 1592–1627)
⚭ 2. Juliane von Nassau-Dillenburg († 1643)
  - Landgraf Hermann von Hessen-Rotenburg (* 1607; † 1658)
⚭ Sophia Juliana von Waldeck († 1637)
⚭ Kunigunde Juliane von Anhalt-Dessau († 1683)
  - Landgraf Friedrich von Hessen-Eschwege (* 1617; † 1655)
⚭ Eleonore Katharina von der Pfalz († 1692)
  - Landgraf Ernst von Hessen-Rheinfels (* 1623; † 1693)
⚭ Maria Eleonore von Solms-Hohensolms (* 1632; † 1689)
    - Landgraf Wilhelm der Ältere von Hessen-Rotenburg (* 1648; † 1725)
⚭ Maria Anna von Löwenstein-Wertheim († 1688)
      - Landgraf Ernst Leopold von Hessen-Rotenburg-Rheinfels (* 1684; † 1749)
⚭ Eleonore Maria Anna von Löwenstein-Wertheim († 1753)
        - Erbprinz Joseph von Hessen-Rotenburg-Rheinfels (* 1705; † 1744)
⚭ Christina von Salm († 1775)
        - Polyxena von Hessen-Rotenburg-Rheinfels (* 1706; † 1735)
⚭ König Karl Emanuel III. von Sardinien-Piemont (* 1701; † 1773)
        - Caroline Charlotte (* 1714; † 1741)
⚭ Louis Henri von Bourbon, Duc d’Enghien († 1740)
        - Landgraf Konstantin von Hessen-Rotenburg-Rheinfels (* 1716; † 1778)
⚭ Maria Sophia von Starhemberg († 1773)
          - Landgraf Karl Emanuel von Hessen-Rotenburg (* 1746; † 1812)
⚭ Leopoldine von Liechtenstein († 1823)
            - Landgraf Victor Amadeus von Hessen-Rotenburg, Herzog von Ratibor (* 1779; † 1834)
⚭ 1. Leopoldina von Fürstenberg
⚭ 2. Elise von Hohenlohe-Langenburg
⚭ 3. Eleonora von Salm-Reifferscheit Krautheim († 1851)
            - Chlotilde (* 1787; † 1869)
⚭ Fürst August Theodor von Hohenlohe-Bartenstein (* 1788; † 1844)
              - Herzöge von Ratibor

          - Maria Hedwig (* 1748; † 1801)
⚭ Jacob Leopold de la Tour d’Auvergne, Herzog von Bouillon (* 1746; † 1802)
          - Carl (* 1752; † 1821), französischer General, („Citoyen Hesse“)

        - Christina (* 1717; † 1778)
⚭ Louis Victor von Savoyen, Fürst von Carignan († 1778)

    - Landgraf Karl von Hessen-Wanfried (* 1649; † 1711)
⚭ 1. Sophia-Magdalena von Salm-Reifferscheid († 1675)
      - Landgraf Wilhelm II. von Hessen-Wanfried (* 1671; † 1731), Landgraf von Hessen-Wanfried und Hessen-Rheinfels
⚭ Ernestine von Pfalz-Sulzbach (* 1671; † 1775)

⚭ 2. Juliana Alexandrina von Leiningen-Dagsburg
-   - Landgraf Christian von Hessen-Wanfried (* 1689; † 1755), Landgraf von Hessen-Wanfried und Hessen-Rheinfels
⚭ Franziska von Hohenlohe-Langenburg

## Wappen
Blasonierung: Zweimal geteilt, oben dreimal, in den anderen Feldern zwei gespalten mit blauem Herzschild, in welchem der silberne gekrönte achtmal rotgestreifte hessische Löwe dargestellt ist. Feld 1 in Silber ein rotes Doppelkreuz; Feld 2 in Rot zwei goldene Löwen übereinander; Feld 3 in Gold ein roter blaugekrönter Löwe; Feld 4 von Schwart und Gold geteilt, oben ein goldener Stern; Feld 5 von Blau und Gold gespalten, rechts ein an die Spaltlinie gelegter goldener halber Adler; Feld 6 von Rot und Gold quadriert; Feld 7 von Schwarz und Gold geteilt, oben zwei goldene Sterne balkenweis gestellt; Feld 8 in Rot ein Silber über Rot geteilter Schild, umgeben von silbernem Schaumburger Nesselblatt (1:2), dazwischen drei silberne Nägel. Als Schildhalter zwei goldene nach außen sehende Löwen. Um das Ganze ein Hermelinmantel mit Krone.